# 布拉广场

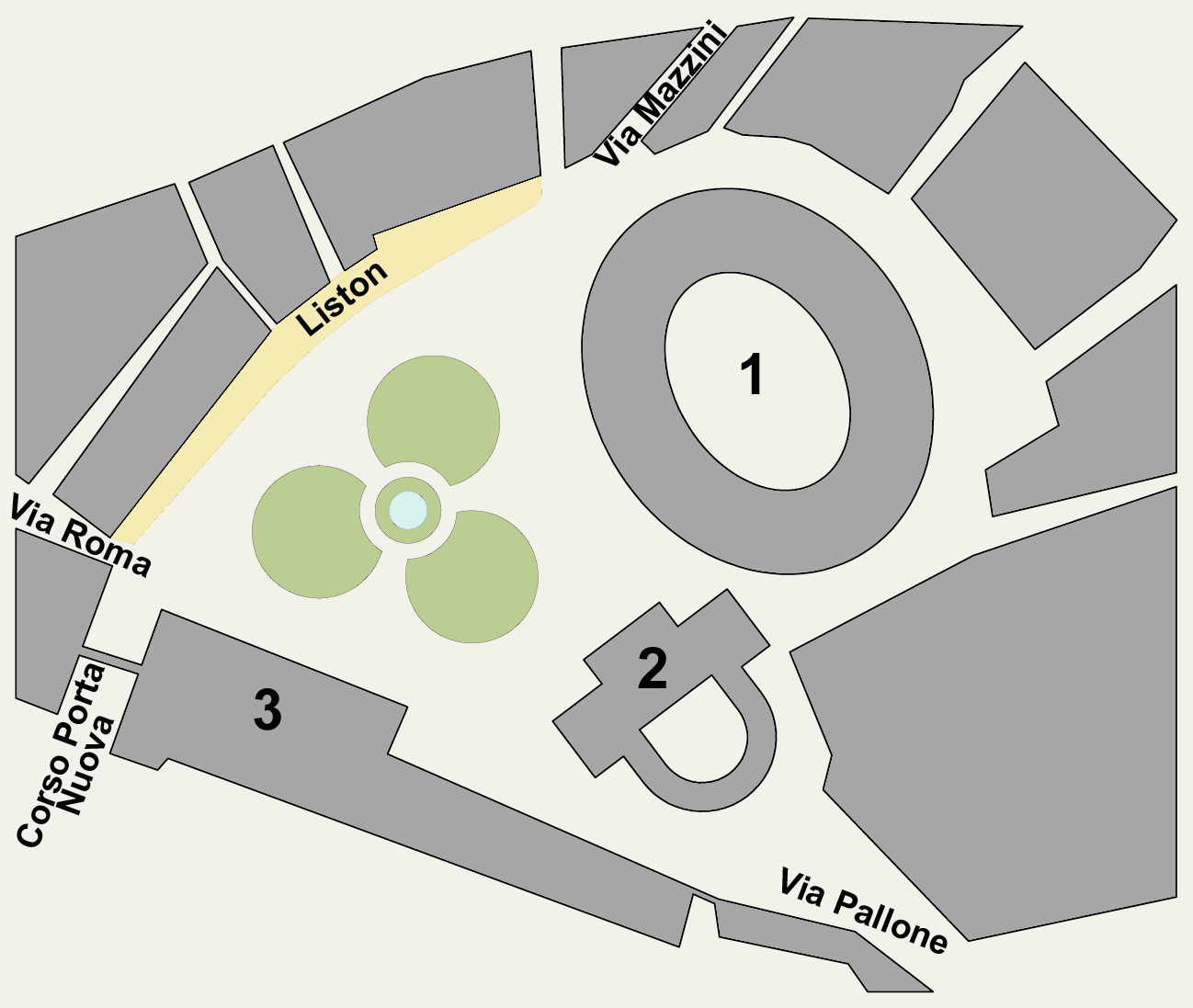
布拉广场平面
1: 维罗纳圆形竞技场
2: 巴尔比埃里宫
3: 大瓜尔迪亚宫

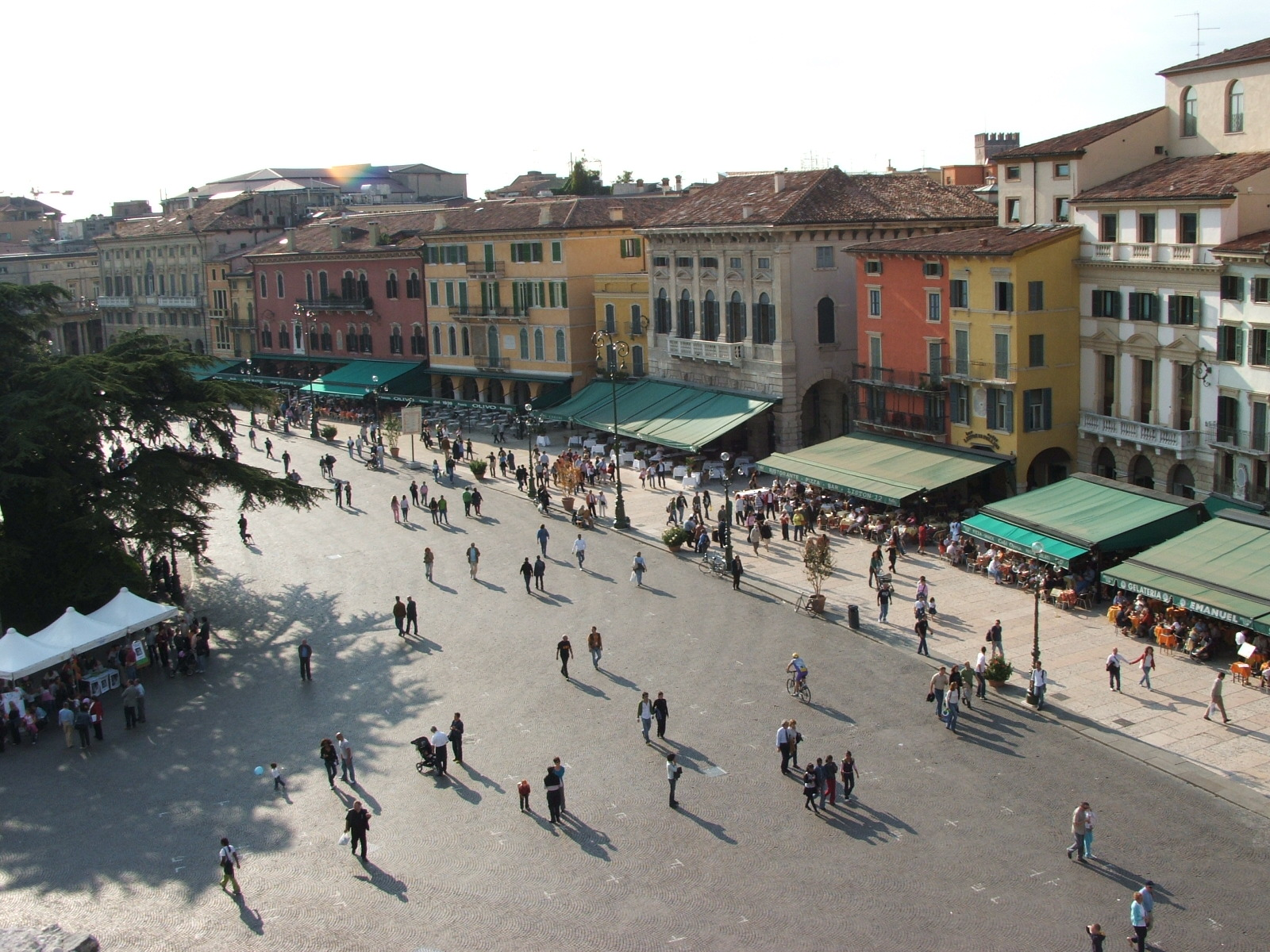
布拉广场

布拉广场（Piazza Bra）是意大利维罗纳最大的广场，有时被认为是全国最大的广场。广场周围环绕着许多咖啡馆和餐馆，以及一些著名的建筑物。

## 建筑
布拉广场内的花园种植杉树和松树。其周围是阿尔卑斯喷泉和意大利第一位国王维托里奥·埃马努埃莱二世的骑马青铜雕像，在其去世后五年的1883年1月9日落成。
在布拉广场内部和周围，有许多著名的建筑物：

### 维罗纳圆形竞技场

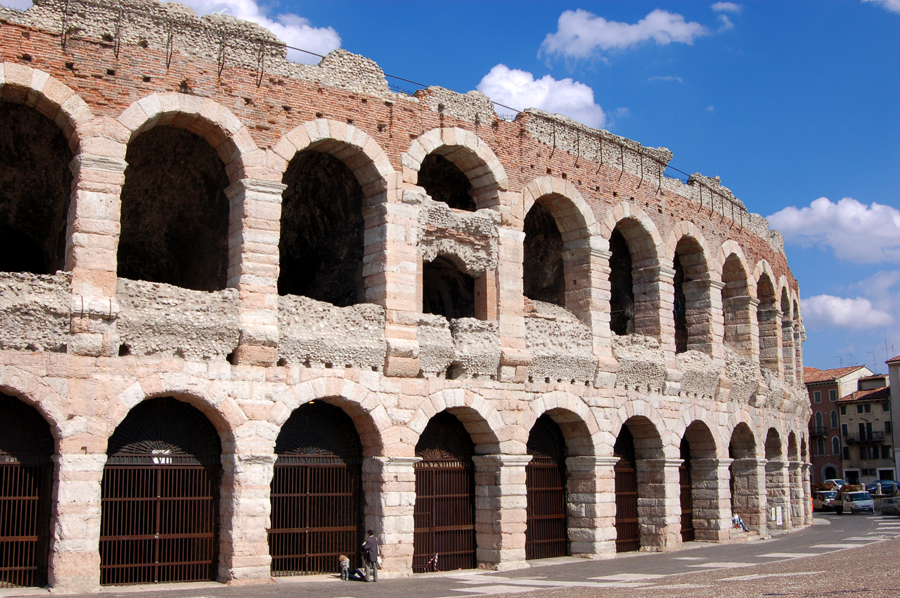
维罗纳圆形竞技场

维罗纳圆形竞技场建于公元一世纪。原来的剧场可容纳3万名观众，现在可以容纳22000观众。 现在这里是一个世界著名的音乐表演场地，许多当代音乐在此表演，包括平克·弗洛伊德, 罗德·斯图尔特, 艾尔顿·约翰,和缪斯乐队。这里还定期上演歌剧，包括于1946年蓬基耶利（Ponchielli）的《乔康达》，由玛丽亚·卡拉丝出演。

### 大瓜尔迪亚宫

大瓜尔迪亚宫

大瓜尔迪亚宫是布拉广场南部边缘的第一座建筑。第90任威尼斯执政官莱昂纳多多纳托在此建造军队营房。工程开始于1610年，但由于资金短缺而停工。近200年后，在1808年，建筑师朱塞佩·巴尔比埃里被委任设计并完成该项目，又花了45年才完成。
该建筑现在用于会议和展览。

### 巴尔比埃里宫

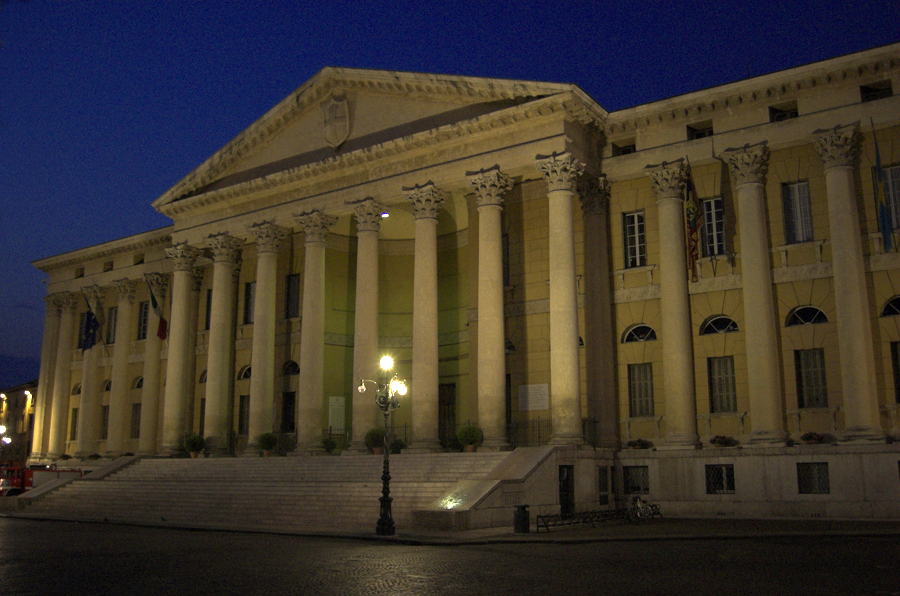
巴尔比埃里宫

巴尔比埃里宫（Palazzo Barbieri）是维罗纳的市政厅，新古典主义风格，以设计者朱塞佩·巴尔比埃里命名。工程开始于1836年，1848年完成。